# District de Laborie
Le district de Laborie (en anglais : Laborie District) est l'un des dix districts de l’État insulaire de Sainte-Lucie, dans les Caraïbes.
Le chef-lieu du district est le village de Laborie. Les premiers habitants des environs de Laborie sont probablement les amérindiens Arawaks, arrivés autour de l'an 1000 de l'ère moderne. Le village de Laborie est fondé par des colons français qui s'y établissent autour des années 1700.

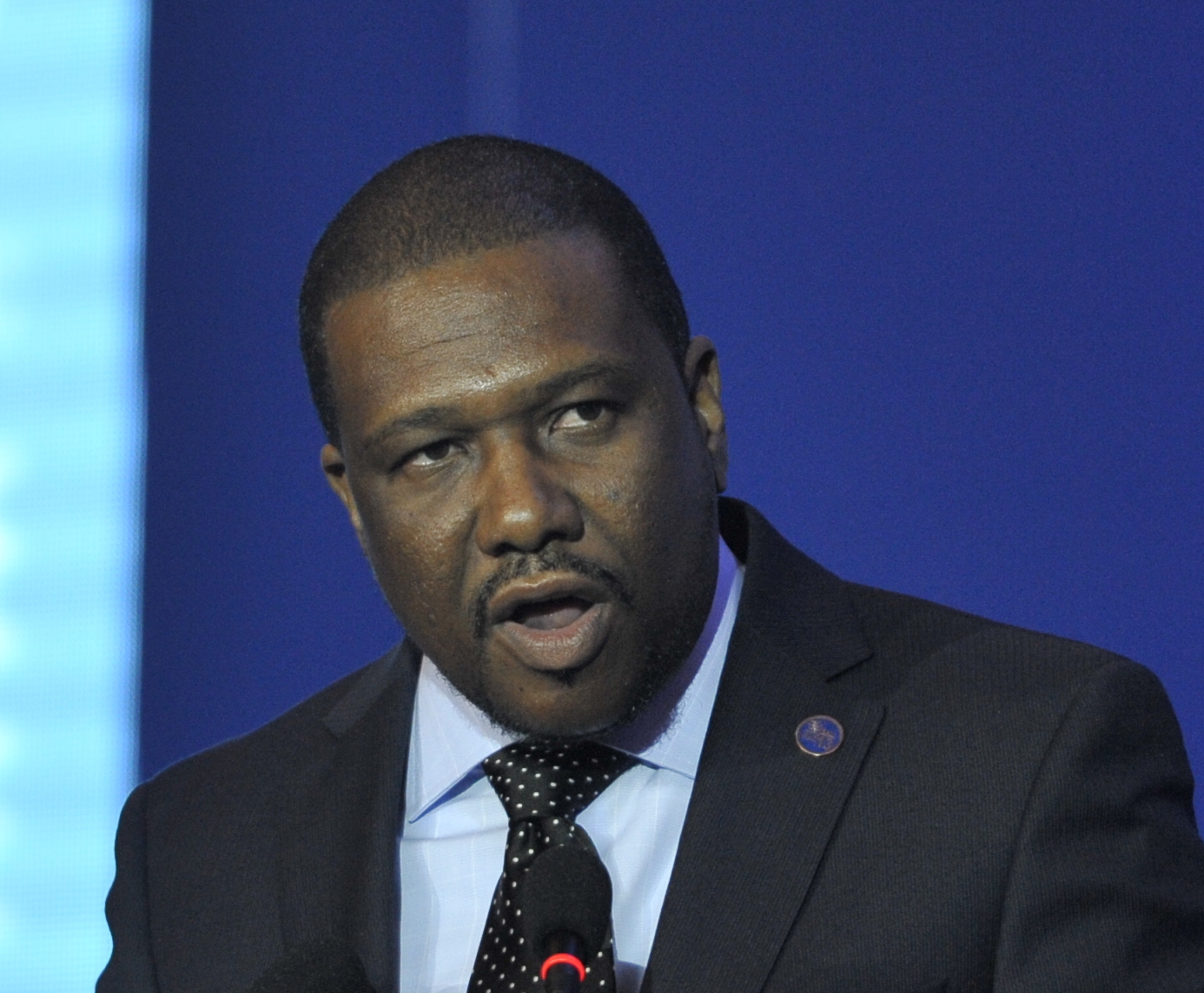
Le représentant de Laborie depuis 2006, Alva Baptiste.

Certains des Laboriens les plus célèbres sont :
- Sir Allan Louisy, le premier premier ministre élu après l'accession à l'indépendance de Sainte-Lucie en 1979 ;
- Dr. Kenneth (Kenny) Anthony, septième premier ministre, de 1997 à 2006 ; et
- Dame Pearlette Louisy, gouverneure générale de 1997 à 2017.

## Sources
- (en) Government of Santa Lucia, 2001 Population and and Housing Census Report
- (en) Government of Santa Lucia, Compendium of Environmental Statistics
- (en) City Population - Districts de Sainte-Lucie